# Mission der Vereinten Nationen in Äthiopien und Eritrea
Die Mission der Vereinten Nationen in Äthiopien und Eritrea (UNMEE, englisch: United Nations Mission in Ethiopia and Eritrea) bezeichnet den von Juli 2000 bis Juli 2008 laufenden Einsatz der Vereinten Nationen in Äthiopien und Eritrea zur Überwachung des Abkommens von Algier. Die Truppenstärke zum Missionsende (Stand: 31. Januar 2007) betrug rund 2.050 Soldaten und 221 Militärbeobachter (davon zwei deutsche Offiziere), 194 einheimische und 149 internationale Zivilisten sowie 46 UN-Freiwillige. Bei der UNMEE wurden 13 militärische und 7 zivile Angehörige der Mission getötet.

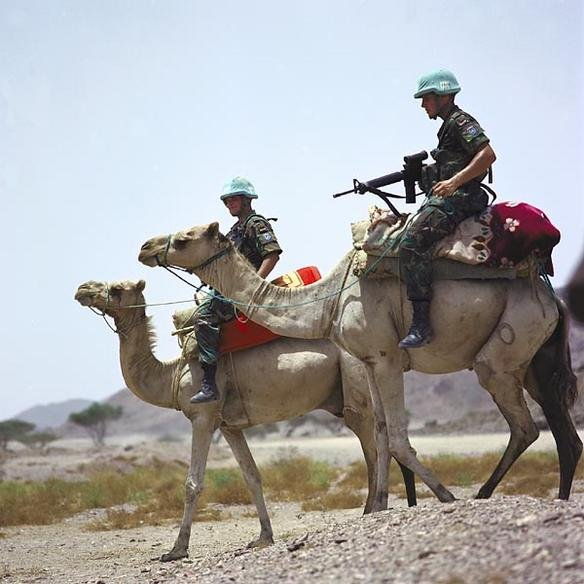
UNMEE-Soldaten auf Patrouille

Das UNMEE-Budget betrug insgesamt 1,32 Milliarden US-Dollar. Die Mission wurde vom 9. September 2000 bis Juli 2006 von Joseph Legwaila geleitet, der jedoch am 1. Mai 2006 zum Sonderberater für Afrika berufen wurde. Ihm folgte Azouz Ennifar.
Die Mission wurde eingestellt, als Eritrea ihr Restriktionen auferlegte und die Treibstoffzufuhr abschnitt. Die UNO sah damit die Mission als nicht weiter durchführbar an. Am 30. Juli 2008 verabschiedete der UN-Sicherheitsrat eine Resolution, nach der die UN-Truppen abgezogen werden sollten, was dann auch geschah.

## Beteiligte Staaten
Algerien – Bangladesch – Bosnien und Herzegowina – Bulgarien – Volksrepublik China – Dänemark – Deutschland – Finnland – Frankreich – Gambia – Ghana – Griechenland – Indien – Iran – Italien – Jordanien – Kroatien – Kenia – Malaysia – Namibia – Nepal – Nigeria – Norwegen – Österreich – Paraguay – Peru – Polen – Rumänien – Russland – Sambia – Schweden – Schweiz – Spanien – Südafrika – Tansania – Tunesien – Tschechische Republik – Ukraine – Vereinigte Staaten – Uruguay